# Palonica tremulata
Palonica tremulata är en insektsart som beskrevs av Ball. Palonica tremulata ingår i släktet Palonica och familjen hornstritar. Inga underarter finns listade i Catalogue of Life.